# Бізнес-центр

Офісна будівля на Євгена Чикаленка, 42/4

Бізнес-центр — організація, що спеціалізується на підтримці малого та середнього бізнесу на початкових етапах його становлення. Бізнес-центр — це зазвичай сучасний офісний будинок або комплекс будинків, з необхідною інфраструктурою для ведення ділової діяльності. Це організація, яка надає інформаційні, консалтингові, маркетингові та інші послуги суб'єктам малого та середнього підприємництва, особам, що мають намір провадити підприємницьку діяльність;
Його основні функції складаються з інформаційної підтримки починаючих підприємців, пошуку замовників (інвесторів) на проекти, допомоги в підборі кадрів для керування, залучення зовнішніх експертів, навчання підприємців основам ведення бізнесу.
Як правило, вартість подібних послуг помітно нижча за ринкову, оскільки діяльність бізнесів-центрів частково фінансується за рахунок місцевих бюджетів і засобів засновників (великих наукових установ і компаній).
В травні 2019 року в Україні дозволили будувати 150-метрові хмарочоси, що мають більше 50 поверхів. В чинних раніше будівельних нормах (ДБН) максимальна висота становила 100 м.